# 16165 Ліхт
16165 Ліхт (16165 Licht) — астероїд головного поясу, відкритий 5 січня 2000 року.
Тіссеранів параметр щодо Юпітера — 3,605.